# Cao đẳng Cộng đồng Glendale (bang Arizona)
Cao đẳng Cộng đồng Glendale (tiếng Anh: Glendale Community College, viết tắt: GCC) là một trường cao đẳng cho cộng đồng tại tiểu bang Arizona, Hoa Kỳ. GCC mở cửa vào năm 1965. Các chương trình đào tạo bao gồm bằng cao đẳng hai năm, chứng chỉ, đào tạo chuyên khoa và các ngành học chuyển lên trường đạo học. Trường GCC thuộc quản lý của Maricopa County Community College District, một trong những học khu quản lý đại học lớn nhất Hoa Kỳ. Khuôn viên trường chính rộng khoảng 147 mẫu Anh (0,59 km2) nằm trên đường 59th và Olive Avenue, thành phố Glendale.

## Các ngành và chương trình đào tạo
Bằng Cấp và Chứng Chỉ bao gồm:
- Kế toán
- Hành chính Tư Pháp
- Công nghệ Sản Xuất Âm Thanh
- Công nghệ Vận tải
- Khoa Học Sức khỏe và Hành Vi
- Công Nghê Sinh Học và Sinh Học Phân Tử
- Kinh doanh - Tổng Quát
- Kinh doanh - Quản lý Bán Lẻ
- Thư ký Doanh nghiệp
- Giao Tiếp
- Kỹ thuật Phác Thảo Máy Tính
- Ứng Dụng Máy Tính
- Thông tin Điện Toán
- Viễn thông CISCO
- Bảo Mật Thông tin Mạng
- Linux Networking
- Chứng chỉ vào ngành của Microsoft
- Thiết Kế Web
- Chuyên Khoa Khuyết Tật và Phát triển
- Nghệ thuật Phim Ảnh Kỹ thuật Số
- Nghệ thuật Truyền thông Kỹ thuật Số
- Giáo dục Trẻ Nhỏ
- Y tế Cấp Cứu
- Kỹ Sư Công nghệ
- Anh Ngữ
- Giáo dục Gia đình
- Khoa Học Chữa Cháy
- Thể dục và Chăm Sóc Sức khỏe
- Nghiệp Vụ / Bộ Thi Hành Luật Pháp
- Kinh doanh Âm nhạc
- Y Tá
- Dinh Dưỡng
- Nhiếp Ảnh
- Quan Hệ Công Chúng / Báo chí
- Phát triển Bền Vững
- Chương trình đào tạo nên cấp đại học

## Cựu sinh viên nổi bật
- Jan Brewer, Thống Đốc tiểu bang Arizona, 2009-2015
- Vince Furnier, hay còn được biết đến với tên Alice Cooper
- Prince Amukamara vô địch hậu vệ cánh của giải New York Giants & Super Bowl. (XLVI)